# Massaud Moisés
Massaud Moisés (São Paulo, 9 de abril de 1928 - São Paulo, 11 de abril de 2018) foi um professor, ensaísta e crítico literário brasileiro. Fez contribuições notórias para a teoria e crítica literária no Brasil. Foi titular da Universidade de São Paulo (USP), de 1973 a 1995, ano em que se aposentou.  

## Vida acadêmica
Em 1951 foi professor de literatura brasileira em vários colégios de São Paulo, bem como na Unversidade Mackenzie e na Faculdade de Filosofia, Ciências e Letras "Sedes Sapientiae" da Pontifícia Universidade de São Paulo (PUC-SP).
Tendo sucedido ao Prof. António Soares Amora na Cátedra de Literatura Portuguesa da Faculdade de Filosofia, Letras e Ciências Humanas (FFLCH), desenvolveu importantes trabalhos de pesquisa nesta área, a partir da década de 1950.
Os estudos de Literatura Portuguesa haviam sido introduzidos nas universidades brasileiras no final da década de 1930. Na USP, esse trabalho se deu pelas mãos do professor português Fidelino de Figueiredo, cujo trabalho foi continuado pelo seu discípulo António Soares Amora, a quem sucedeu Massaud Moisés.
Foi professor visitante nas universidades de Wisconsin (1962-63), Indiana (1967-68), Vanderbilt, Texas (1971), Califórnia (1982), Vanderbilt (1970-87) e Santiago de Compostela (2001), tendo sido também o coordenador literário da Colóquio/Letras no Brasil.
A 26 de novembro de 1987 foi feito Comendador da Ordem do Infante D. Henrique de Portugal.

## Títulos
- Academia Paulista de Letras (março de 2000) - cadeira de número 17 (fundador: Carlos de Campos - patrono: Américo Campos).

## Morte
Morreu em 11 de abril de 2018, vítima de um acidente vascular cerebral (AVC).

## Obras
Entre as obras publicadas por Massaud Moisés no domínio da Literatura Portuguesa, em São Paulo, normalmente pela Ed. Cultrix, destacam-se:
- A Novela de Cavalaria no Quinhentismo Português [1957];
- Fernando Pessoa: o Espelho e a Esfinge, 3ª ed., 1998 [1958];
- A Literatura Portuguesa, 37ª ed., 2010 [1960];
- Presença da Literatura Portuguesa, [1961], vols II e III;
- A 'Patologia Social' de Abel Botelho [1962];
- Camões, Lírica [1963];
- A Literatura Portuguesa Através dos Textos, 33ª ed., 2012 [1968];
- Bibliografia da Literatura Portuguesa [1968];
- O Conto Português, 6ª ed., 2005 [1975];
- O Guardador de rebanhos e outros poemas - Fernando Pessoa, 8ª ed., 2006 [1988];
- Fernando Pessoa: o Espelho e a Esfinge [1988];
- A Literatura Portuguesa em Perspectiva, 4 vols [1992-1994];
- As estéticas literárias em Portugal, 3 vols (1997, 2000, 2002)

Já no domínio da teorização literária, entre outros trabalhos, publicou:
- A Criação Literária. Poesia, 19ª ed., 2011 [1967];
- A Criação Literária. Prosa, vol. I, 23ª ed., 2011 e vol. II, 20ª ed., 2007 [1967];
- Pequeno Dicionário de Literatura Brasileira, [1967], em colaboração com outros especialistas.
- A Análise Literária, 19ª ed., 2014 [1969];
- Dicionário de Termos Literários, 15ª ed., 2011 [1974]; e
- Literatura: Mundo e Forma [1982].

Sob a direção de Massaud Moisés, tem vindo a ser publicada uma utilíssima "Colecção de Textos Básicos de Cultura", de que já apareceram títulos como:
- A Estética Simbolista, de Álvaro Cardoso Gomes (1985);
- A Estética Romântica, de Álvaro Cardoso Gomes e Carlos Alberto Vechi (1992);
- A Estética da Ilustração, de Lênia Márcia de Medeiros Mongelli (1992); e
- A Estética Surrealista, de Álvaro Cardoso Gomes (1995).

Com o subtítulo de "Textos Doutrinários Comentados", cada uma das obras analisa alguns dos textos teóricos mais representativos de cada um destes movimentos estético-literários. Tornam-se, assim, um instrumento fundamental para professores e alunos que pretendem ter um conhecimento dos textos básicos que expuseram o ideário estético de cada movimento. Seleccionados de línguas diversas, ordenados cronologicamente e traduzidos, estes textos doutrinários são criteriosamente comentados, de modo a fornecer uma ampla e fundamentada visão sobre cada período literário e cultural. Cada volume é ainda enriquecido por uma introdução genérica e, no final, por uma seletiva bibliografia.